# Mohammad Al-Shalhoub
Mohammad Bander Al-Shalhoub (em árabe: محمد الشلهوب; nascido em 8 de Dezembro de 1980) é ex-futebolista saudita que atuava como meia. Atualmente é treinador interino do Al-Hilal.
Ele jogou como meia-atacante pelo Al Hilal no Campeonato Saudita. Uma lenda do futebol saudita, ele ganhou 33 troféus com o Al Hilal e um título com a seleção da Arábia Saudita, tornando-se um dos jogadores de futebol mais condecorados de todos os tempos.
Em 30 de novembro de 2006, Al-Shalhoub ficou em terceiro lugar no prêmio de Jogador Asiático do Ano, depois do eventual vencedor Khalfan Ibrahim, do Catar, e Bader Al-Mutawa, do Kuwait.

## Carreira
É membro da seleção nacional desde 2000, quando tinha apenas 19 anos, e recentemente foi chamado para participar da Copa do Mundo de 2006.

## Prêmios
No dia 30 de Novembro de 2006, Mohammad Al-Shalhoub foi escolhido como o 3º melhor futebolista do ano da AFC.

## Títulos
Al-Hilal
- Campeonato Saudita: 2002, 2005, 2008, 2010, 2011, 2017, 2018, 2020
- Copa da Coroa do Príncipe: 2000, 2003, 2005, 2006, 2008, 2009, 2010, 2011, 2012, 2013, 2016
- Copa do Rei (Arábia Saudita): 2015, 2017, 2020
- Supercopa da Arábia Saudita: 2015, 2018
- Copa da Federação: 2000, 2005, 2006
- AFC Champions League: 2000, 2019
- Copa Asiática dos Campeões de Copa: 2001–02
- Supercopa Asiática: 2000
- Taça do Fundação: 2000
- Copa Árabe dos Campeões de Copa: 2000
- Supercopa saudita-egípcia: 2001

Arábia Saudita
- Copa das Nações do Golfo: 2003-04

Individual
- Saudi Premier League top goalscorer: 2009–10 (12 goals)
- Asian Footballer of the Year nominee: 2006